# Дашев
Дашев (пол. Daszew) — село в Польщі, у гміні Пневи Груєцького повіту Мазовецького воєводства.
Населення — 26 осіб (2011).

## Демографія
Демографічна структура станом на 31 березня 2011 року:
|          | Загалом | Допрацездатний вік | Працездатний вік | Постпрацездатний вік |
| -------- | ------- | ------------------ | ---------------- | -------------------- |
| Чоловіки | 14      | 2                  | 11               | 1                    |
| Жінки    | 12      | 1                  | 6                | 5                    |
| Разом    | 26      | 3                  | 17               | 6                    |